# Госейніє (Марказі)
Госейніє (перс. حسينيه) — село в Ірані, у дегестані Санґ-Сефід, у бахші Каре-Чай, шагрестані Хондаб остану Марказі. За даними перепису 2006 року, його населення становило 517 осіб, що проживали у складі 114 сімей.

## Клімат
Середня річна температура становить 10,84 °C, середня максимальна – 29,72 °C, а середня мінімальна – -11,18 °C. Середня річна кількість опадів – 271 мм.
| Клімат поселення                              | Клімат поселення | Клімат поселення | Клімат поселення | Клімат поселення | Клімат поселення | Клімат поселення | Клімат поселення | Клімат поселення | Клімат поселення | Клімат поселення | Клімат поселення | Клімат поселення | Клімат поселення |
| Показник                                      | Січ.             | Лют.             | Бер.             | Квіт.            | Трав.            | Черв.            | Лип.             | Серп.            | Вер.             | Жовт.            | Лист.            | Груд.            |                  |
| Середній максимум, °C                         | 6,27             | 7,64             | 12,05            | 18,40            | 23,11            | 28,87            | 29,72            | 29,33            | 24,50            | 18,70            | 11,74            | 6,46             |                  |
| Середня температура, °C                       | −2,46            | −1,1             | 3,31             | 9,67             | 14,36            | 20,13            | 24,01            | 23,62            | 18,80            | 12,98            | 6,04             | 0,77             |                  |
| Середній мінімум, °C                          | −11,18           | −9,83            | −5,41            | 0,93             | 5,64             | 11,39            | 18,32            | 17,90            | 13,09            | 7,28             | 0,33             | −4,95            |                  |
| Норма опадів, мм                              | 41               | 33               | 48               | 37               | 37               | 9                | 1                | 1                | 1                | 5                | 23               | 35               |                  |
| Середньомісячна швидкість вітру, м/с          | 1.24             | 1.95             | 2.69             | 2.71             | 2.49             | 2.36             | 2.29             | 2.35             | 2.20             | 2.05             | 1.88             | 1.35             |                  |
| Середньомісячна сонячна радіація, кДж/м²·день | 9366             | 12538            | 14928            | 18283            | 22341            | 27031            | 25969            | 24035            | 21160            | 15656            | 11017            | 9122             |                  |
| --------------------------------------------- | ---------------- | ---------------- | ---------------- | ---------------- | ---------------- | ---------------- | ---------------- | ---------------- | ---------------- | ---------------- | ---------------- | ---------------- | ---------------- |
| Джерело:                                      |                  |                  |                  |                  |                  |                  |                  |                  |                  |                  |                  |                  |                  |